# 伊丹市立こども文化科学館
伊丹市立こども文化科学館（いたみしりつこどもぶんかかがくかん、英: Itami City Child Culture Science Museum）は、兵庫県伊丹市桑津にある科学館。
プラネタリウムや宇宙に関する体験型展示を常設している。

## 施設案内

### 屋上
- 展望室、展望台

大阪国際空港の離発着を目の前で見ることができる。自動販売機あり。

### 3階
- 会議室、講座室

### 2階
- プラネタリウム室（150席）
- 特別展示室

展示室では季節ごとの企画展を開催。図書コーナーなどもある。

### 1階
- 常設展示室

「さぐろう、まなぼう、宇宙のふしぎ」をテーマに、天文に関する体験型の常設展示を行っている。
- 宇宙ギャラリー

科学館オリジナルの工作ができる工作コーナーなど。

### 開館情報
- 開館時間

午前9時 - 午後5時15分（最終入館：午後4時45分まで）
- 休館日

毎週火曜日（祝日の場合は開館）
祝日の振替日
プラネタリウム番組入替え期間
年末年始（12月29日 - 1月3日）